# Coppa Placci 2005
La Coppa Placci 2005, cinquantacinquesima edizione della corsa e valida come gara dell'UCI Europe Tour 2005, si è svolse il 3 settembre 2005, per un percorso totale di 191,2 km. La vittoria fu appannaggio dell'italiano Paolo Valoti, che completò il percorso in 4h48'10", precedendo il lussemburghese Kim Kirchen e l'ucraino Mychajlo Chalilov. 
I corridori che tagliarono il traguardo di Imola furono 74. 

## Ordine d'arrivo (Top 10)
| Pos. | Corridore          | Squadra       | Tempo    |
| ---- | ------------------ | ------------- | -------- |
| 1    | Paolo Valoti       | Domina Vac.   | 4h48'10" |
| 2    | Kim Kirchen        | Fassa Bortolo | s.t.     |
| 3    | Mychajlo Chalilov  | LPR-Piacenza  | s.t.     |
| 4    | Giovanni Visconti  | Domina Vac.   | s.t.     |
| 5    | Daniele Bennati    | Lampre        | s.t.     |
| 6    | Igor Astarloa      | Barloworld    | s.t.     |
| 7    | Gabriele Missaglia | Univ. Caffè   | s.t.     |
| 8    | Mauro Santambrogio | LPR-Piacenza  | s.t.     |
| 9    | Serhij Hončar      | Domina Vac.   | s.t.     |
| 10   | Juan José Cobo     | Saunier Duval | s.t.     |